# حل شهودی مکعب روبیک
برای حل مکعب روبیک روش‌های مختلفی وجود دارد و می‌توان از الگوریتم‌های متنوعی استفاده کرد.
اگر هر چرخش یکی از وجوه را یک حرکت فرض کنیم، حداکثر تعداد حرکتی که برای حل هر مکعب روبیک لازم است، ۲۰ حرکت است. اگر هر ربع چرخش یکی از وجوه را یک حرکت فرض کنیم، تعداد حرکات لازم ۲۶ است. این عدد همان فاصله گراف در گراف کیلی متناظر است.

## اختصارات حرکات
برای حل روبیک در اینجا از روش دیوید سینگمستر استفاده می‌کنیم.
حروف L,R,F,B,U,D به ترتیب مربوط به چرخش یک چهارم در جهت چرخش عقربه‌های ساعت به پایین، بالا، عقب، جلو، راست و چپ است. نیم چرخ با عدد ۲ و چرخش در خلاف چرخش عقربه‌های ساعت با علامت پریم استفاده شده است.

## الگوریتم‌های حل

### الگوریتم تیستلثویت
این الگوریتم توسط مارون تیستلثویت ابداع شده است.
- {\displaystyle G_{0}=\langle L,R,F,B,U,D\rangle }
- {\displaystyle G_{1}=\langle L,R,F,B,U^{2},D^{2}\rangle }
- {\displaystyle G_{2}=\langle L,R,F^{2},B^{2},U^{2},D^{2}\rangle }
- {\displaystyle G_{3}=\langle L^{2},R^{2},F^{2},B^{2},U^{2},D^{2}\rangle }
- {\displaystyle G_{4}=\{1\}}

### الگوریتم کوکیمبا
این الگوریتم توسط هربرت کوکیمبا در ۱۹۹۲ ابداع شده است.
- {\displaystyle G_{0}=\langle U,D,L,R,F,B\rangle }
- {\displaystyle G_{1}=\langle U,D,L^{2},R^{2},F^{2},B^{2}\rangle }
- {\displaystyle G_{2}=\{1\}}